# Dioxys producta
Dioxys producta är en biart som först beskrevs av Cresson 1879.  Dioxys producta ingår i släktet Dioxys och familjen buksamlarbin.

## Underarter
Arten delas in i följande underarter:
- D. p. cismontanica
- D. p. producta
- D. p. subruber